# Mairead McGuinness
Mairead McGuinness (Ardee, 13 de junio de 1959) es una política y periodista irlandesa, militante del Fine Gael. 
Ha sido diputada en el Parlamento Europeo desde 2004 en las legislaturas VI, VII y VIII, y vicepresidente del Parlamento Europeo desde 1 de julio de 2014. Ejerció de periodista desde 1980 al 2004.